# یوحنای پاتموس
یوحنای پاتموس (همچنین به نام یوحنای افشاگر، یوحنای روحانی) یکی از شخصیت‌ها در عهدِ جدید و نویسندهٔ متنِ آخرالزمانی در فصلِ پایانیِ مکاشفه یوحنا در عهد جدید می‌باشد. در سنتِ مسیحی و در متنِ کتاب وحی آمده است که نویسنده‌ای به نام جان (یوحنا) از جزیره یونانیِ پاتموس در دریای اژه، در تبعید یا در پیِ آزار و اذیتِ ضد مسیحی در آنجا به سر می‌برد.